# Klimatförändring i Bangladesh

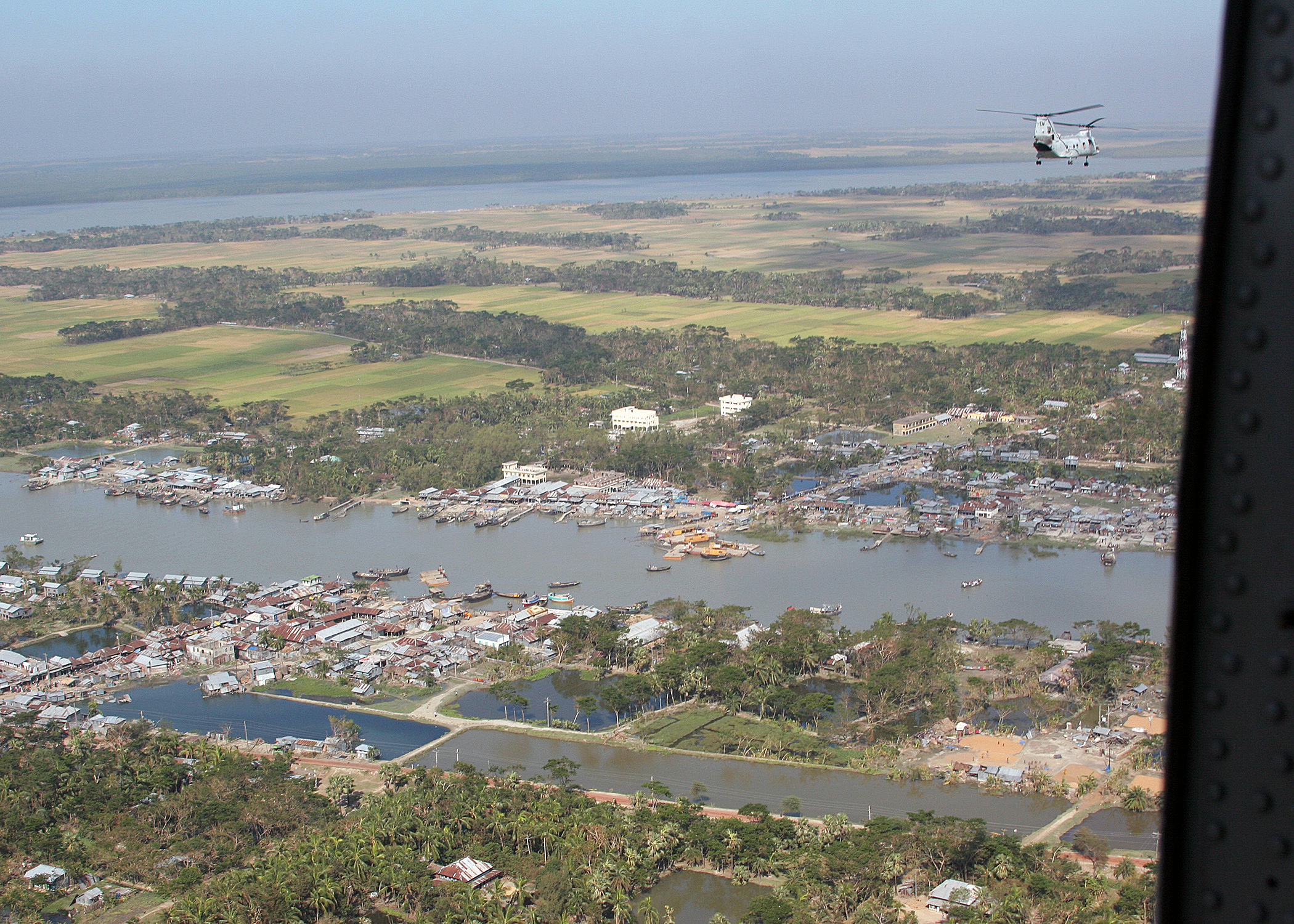
En flygvy över skador på byar och infrastruktur efter cyklonen Sidr, som svepte in i södra Bangladesh 2007.

Klimatförändring i Bangladesh är ett problemområde eftersom Bangladesh är ett av de länder som är mest utsatt för naturkatastrofer, bland annat som följd av de klimatförändringar som orsakas av den globala uppvärmningen. I 2020 års upplaga av organisationen Germanwatchs Climate Risk Index rankades landet sjua på listan över länder som drabbades mest av klimatkatastrofer under perioden 1999–2018.
Bangladeshs sårbarhet för klimatförändringar beror på en kombination av geografiska faktorer, såsom dess platta, låglänta och delta-exponerade topografi, och socioekonomiska faktorer, inklusive dess höga befolkningstäthet, nivåer av fattigdom och beroende av jordbruk. Faktorer som extrema väderhändelser,  brist på infrastruktur, hög befolkningstäthet (166 miljoner människor som bor i ett område på 147 570 km2), en naturresursutvinnande exportekonomi och sociala skillnader har gjort landet särskilt sårbart för följder av de senaste årens förändring av klimatförhållandena. Tre stora floder, Brahmaputra, Ganges och Meghna, tillsammans med deras många bifloder, kan drabbas av enorma översvämningar. Nästan varje år drabbas stora regioner i Bangladesh av mer intensiva händelser som orkaner, översvämningar och erosion. Dessa händelser bromsar utvecklingen av landet genom att få socioekonomiska och miljömässiga system att nästan kollapsa.
Naturrisker som kommer från ökad nederbörd, stigande havsnivåer och tropiska cykloner förväntas öka i takt med att klimatet förändras ytterligare, vilket påverkar jordbruk, vatten och livsmedelssäkerhet, folkhälsa och skydd allvarligt. Havsnivån i Bangladesh förutspås stiga med upp till 0,30 meter år 2050, vilket kan kräva att 0,9 miljoner människor förflyttas, och med upp till 0,74 meter år 2100, vilket kan resultera i att 2,1 miljoner människor fördrivs. År 2050 förväntas 42 miljoner människor bo i områden som årligen översvämmas enligt en prediktion gjord 2019, en siffra som tidigare har uppskattats till 5 miljoner.
För att bemöta hotet om havsnivåhöjning i Bangladesh har landet genomfört många preventiva åtgärder och utvecklat flera åtgärdsplaner, bland annat Bangladesh Delta Plan 2100 år 2018. År 2020 sågs den dock missa de flesta av sina initiala mål, vilket fortfarande lämnade 80 miljoner människor i riskzonen för översvämningar där det borde ha reducerats till 60 miljoner människor.

## Förändrade klimatzoner
Enligt Världsbanken 2021 är den prognostiserade ökningen av medeltemperaturen i Bangladesh i stort sett i nivå med det förväntade globala genomsnittet. Det högsta utsläppsscenariot (RCP8.5) predikterar en ökning med 3,6°C i slutet av århundradet över baslinjen 1986–2005, jämfört med en ökning på 1,0°C vid det lägsta utsläppsscenariot (RCP2.6).

## Extrema väderhändelser och naturkatastrofer
Sedan förhistorisk tid har Bangladesh drabbats av naturkatastrofer under varje decennium, men på grund av klimatförändringarna har katastrofernas intensitet ökat, och extrema väderhändelser förväntas öka mer i intensitet i världen enligt FN:s klimatpanel 2022 om inte ytterligare klimatåtgärder sätts in. Landet upplever små till medelstora översvämningar, cykloner, snabba översvämningar och jordskred nästan varje år. Mellan 1980 och 2008 drabbades det av 219 naturkatastrofer. Översvämning är den vanligaste formen av katastrof i Bangladesh. Landet drabbades av sex stora översvämningar under 1800-talet och 18 översvämningar under 1900-talet. Bland dem var 1987, 1985 och 1998 de mest katastrofala. I september 1998 såg Bangladesh den dittills allvarligaste översvämningen i modern historia, då två tredjedelar av landet låg under vatten, tillsammans med en dödssiffra på 1 000. Under 2018 såg Bangladesh de högsta vattennivåerna under översvämningar i historien, ett rekord som slogs redan påföljande år.
Stora cykloner inträffade under 1900-talet åren 1960, 1961, 1963, 1970, 1985, 1986, 1988, 1991, 1995. Cyklonen 1991 dödade uppskattningsvis 140 000 människor och 10 miljoner människor förlorade sina hem. På senare tid stod landet inför två stora cykloner 2007 och 2009.
Bangladeshs geografiska läge, mellan korsningen av Himalaya-bergen i norr och Bengaliska viken i söder, gör att landet upplever två helt olika miljöförhållanden som leder till långa monsuner och katastrofala naturkatastrofer. Med nya fenomen som klimatförändringar och stigande havsnivåer blir situationen ännu värre. Landet är också mycket lågt och platt, med endast 10 % land över 1 meter högt från havsytan. Bangladesh upplever ofta gigantiska cykloner och översvämningar, genomkorsas av hundratals floder och ett av de största flodsystemen i hela världen (flodmynningsregionen Padma, Meghna och Brahmaputra ).
Låglänta kustregioner, som Bangladesh, är dessutom sårbara för havsnivåhöjning.

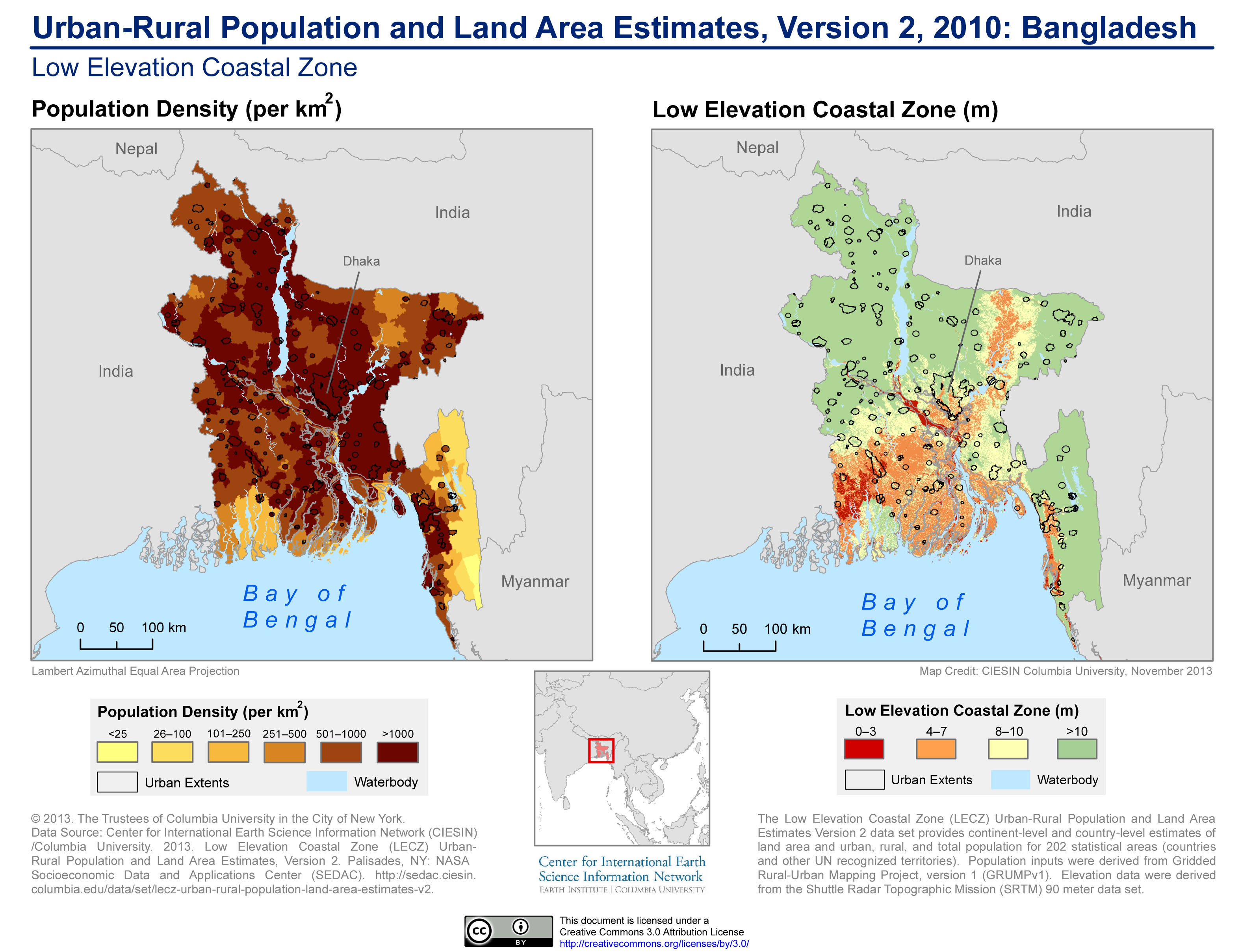
Befolkningstäthet och höjd över havet i Bangladesh (2010)

## Inverkan på människor

Topografisk karta över Bangladesh

Bangladesh är ett av de tätast befolkade länderna i världen vilket gör det sårbart för alla slags naturkatastrofer. På senare tid har landet visat anmärkningsvärda framgångar när det gäller fattigdomsminskning, men ändå lever 24 % av människorna under fattigdomsgränsen. Dessutom upplever landet en snabb och oplanerad urbanisering, vilket även gör stadsborna sårbara för klimatförändringar.
Utan anpassning förväntas antalet människor som utsätts för extrema översvämningsfloder öka med 6–12 miljoner till 2040-talet, och antalet människor som står inför kustöversvämning kan öka med 2–7 miljoner till 2070-talet, enligt Världsbanken 2021.

### Ekonomiska effekter
Det finns allvarliga konsekvenser av klimatförändringarnas effekter på olika sektorer av ekonomin i landet, främst men inte uteslutande koncentrerade till jordbrukssektorn.
| Klimat och relaterade element       | Kritiska utsatta områden                       | Mest drabbade sektorer                                                                                                  |
| ----------------------------------- | ---------------------------------------------- | --- |
| Temperaturstegring och torka        | nordväst                                       | Jordbruk (grödor, boskap, fiske), vatten, elförsörjning, hälsa                                                          |
| Havsnivåhöjning och salthaltintrång | Kustområden, öar                               | Jordbruk (grödor, fiske, boskap), vatten (vattenavverkning, dricksvatten), mänskliga bosättningar, elförsörjning, hälsa |
| Översvämningar                      | Central Region, North East Region, Röding Land | Jordbruk (grödor, fiske, boskap), vatten (urban, industri), infrastruktur, mänsklig bosättning, hälsa, energi           |
| Cyklon och stormflod                | Kust- och marinzon                             | Marint fiske, infrastruktur, mänsklig bosättning, liv och egendom                                                       |
| Dräneringstockning                  | Kustområde, sydväst, urbant                    | Vatten (navigering), jordbruk (grödor)                                                                                  |

Det uppskattas att en höjning av havsnivån i Bangladesh kan tvinga fram en omlokalisering av upp till en tredjedel av landets kraftverk redan 2030, och ungefär lika många behöver anpassas till den ökade salthalten i deras kylvatten. 

### Effekter på migration

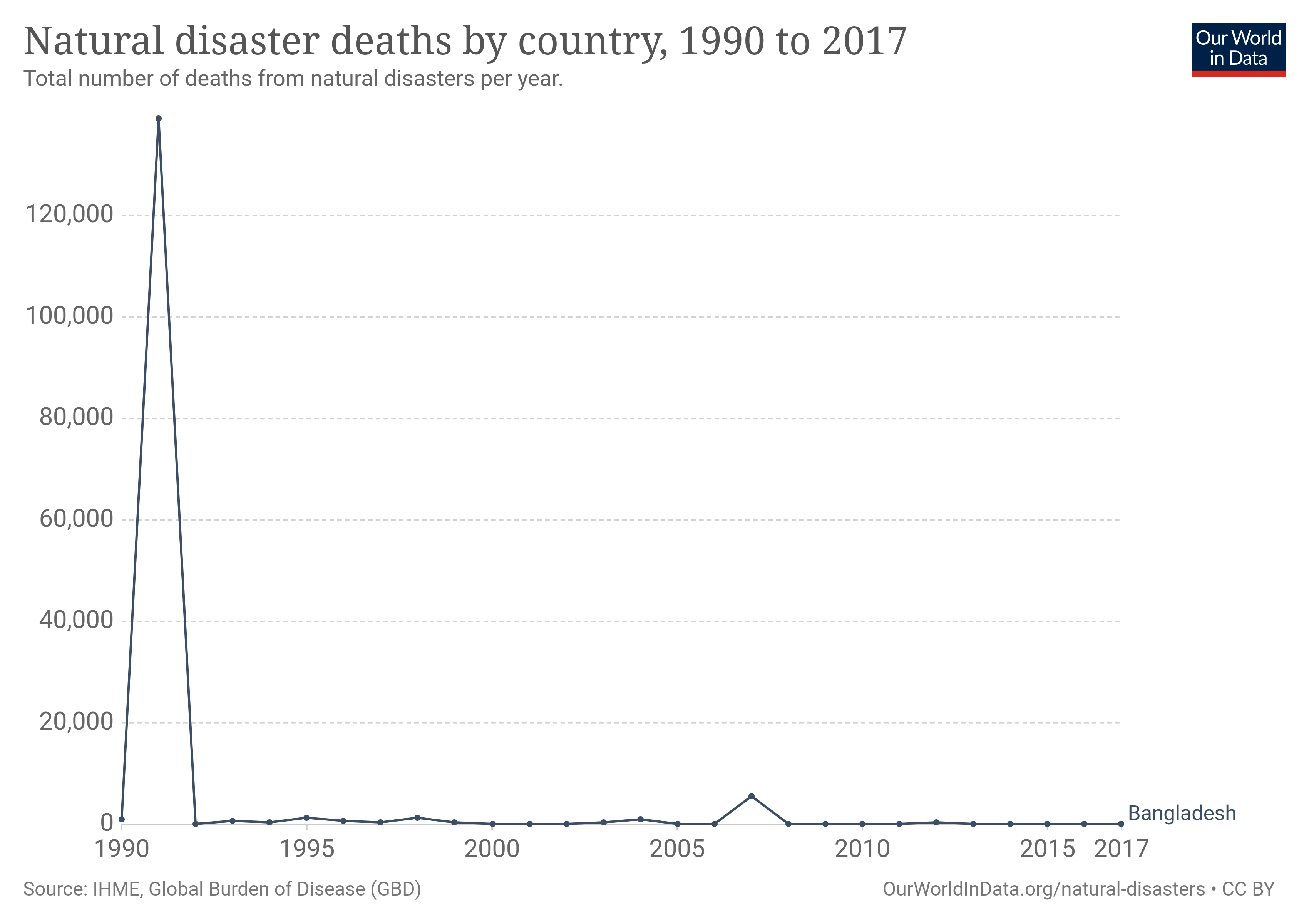
Dödsfall orsakade av naturkatastrofer i Bangladesh 1990–2017

Klimatförändringarna har fått många medborgare i Bangladesh att migrera, i huvudsak inom landet. Omkring 163 miljoner som bor i Bangladesh har nästan ingen flyktmöjlighet från naturkatastrofer på grund av deras närhet till floderna. År 2013 hade 6,5 miljoner människor fördrivits. Fattiga och andra utsatta befolkningsgrupper har drabbats oproportionerligt. Dhaka såväl som lokala stadskärnor är mestadels destinationen för migration orsakad av klimatförändringar. Detta leder till ett ökat tryck på urban infrastruktur och tjänster, särskilt kring hälsa och utbildning och skapar en ökad risk för konflikter.
Ett ökat antal översvämningar, på grund av minskade flodgradienter, högre nederbörd i flodbassängerna Ganges-Meghna-Brahmaputra och smältningen av glaciärer i Himalaya, anses vara den största orsaken till migration i samband med klimatförändringarna i Bangladesh överallt. Dessa översvämningar leder inte bara till erosion av åkermark, utan påverkar också de andra inkomstmöjligheterna negativt och stör ofta försörjningsmönstren för hela familjer.:165 I de norra delarna av Bangladesh spelar torka en stor roll vid förflyttning av personer, i söder är stigande havsnivåer och tropiska cykloner orsaker till migration.:166
Forskning från 2010-talet visar att år 2050 skulle mellan 0,9 och 2,1 miljoner människor vara på flykt enbart på grund av havsnivåhöjning: detta skulle sannolikt kräva skapandet av 600 000 ytterligare jobb och 200 000 bostäder i områdena som tar emot de fördrivna personerna, liksom för att säkra tillgången på ytterligare mat till ett värde av 800 miljarder kalorier. 2021 uppskattade en annan studie att 800 000 personer skulle vara direkt förskjutna av havsnivåhöjningar till år 2050, men detta skulle ökas till 1,3 miljoner när de indirekta effekterna beaktas.

## Klimatbegränsning och -anpassning

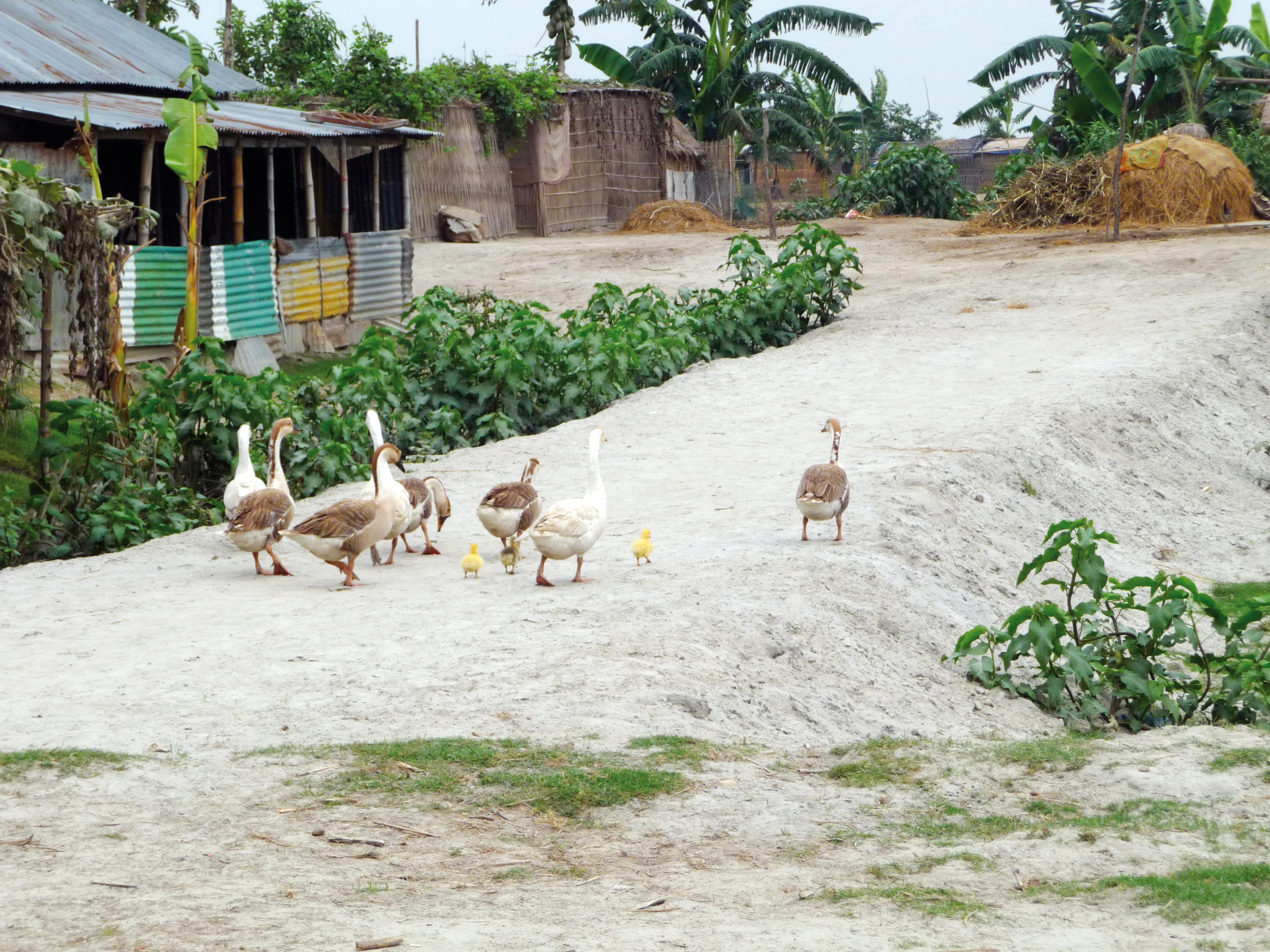
En katastrofbeständig by i Bangladesh där åtgärder för klimatanpassning har genomförts

Bangladesh är ett av de länder som bidrar minst till utsläppen av växthusgaser, men som ändå har en av de största sårbarhetsförhållandena för global uppvärmning, och är utsatt för ett betydande antal klimatrelaterade katastrofer. 
Bangladesh har visat viktiga resultat när det gäller att minska risken för katastrofer och har beskrivits som en av världens ledande inom katastrofhantering. Dödsfall och skador genom naturkatastrofer har minskat drastiskt jämfört med 1970. Landet var en gång starkt beroende av internationellt bistånd för att ge katastrofhjälp till drabbade ad hoc, men insåg vikten av att själv kunna mildra riskerna med katastroferna.
Förutom konsekvenserna av effekterna av klimatförändringarna, är hela landet fortfarande påverkat av resultaten av missanpassningsprocesser. Det mesta av stödet och ansträngningarna för att lindra systemen från sårbarhetsfaktorer har varit föremål för dålig förvaltning, vilket resulterat i att etniska hierarkier accentueras i vissa samhällen, där fattiga, maktlösa och fördrivna fångas i ett beskyddarsystem, vilket leder till ökad mänsklig osäkerhet och intensifierad våldsam konflikt.
Bangladesh förlorar land genom stigande havsnivåer, men vinner land genom sedimentavlagringar. Effekterna av havsnivåhöjning och landtillväxt i Bangladesh är mycket regionala och varierande. Naturlig marktillväxt, i kombination med riktade strategier för att säkra sådan mark för jordbruksbruk, har potential att delvis mildra effekterna av förlorad mark.
Som ett minst utvecklat land (LDC) är Bangladesh befriat från ansvar för att minska utsläppen av växthusgaser, som är den främsta orsaken till den globala uppvärmningen. Vissa industriländer släpper fortfarande ut allt större mängder växthusgaser. Landet kan inte gå långt i sin kamp med att minska utsläppen och bekämpa den globala uppvärmningen med den knapphändiga finansiering och hjälp som det får från det internationella samfundet. Landet har planer som "National Action Plan on Adaptation" (NAPA) från 2005 och "Bangladesh Climate Change Strategy and Action Plan" (BCCSAP) från 2009.

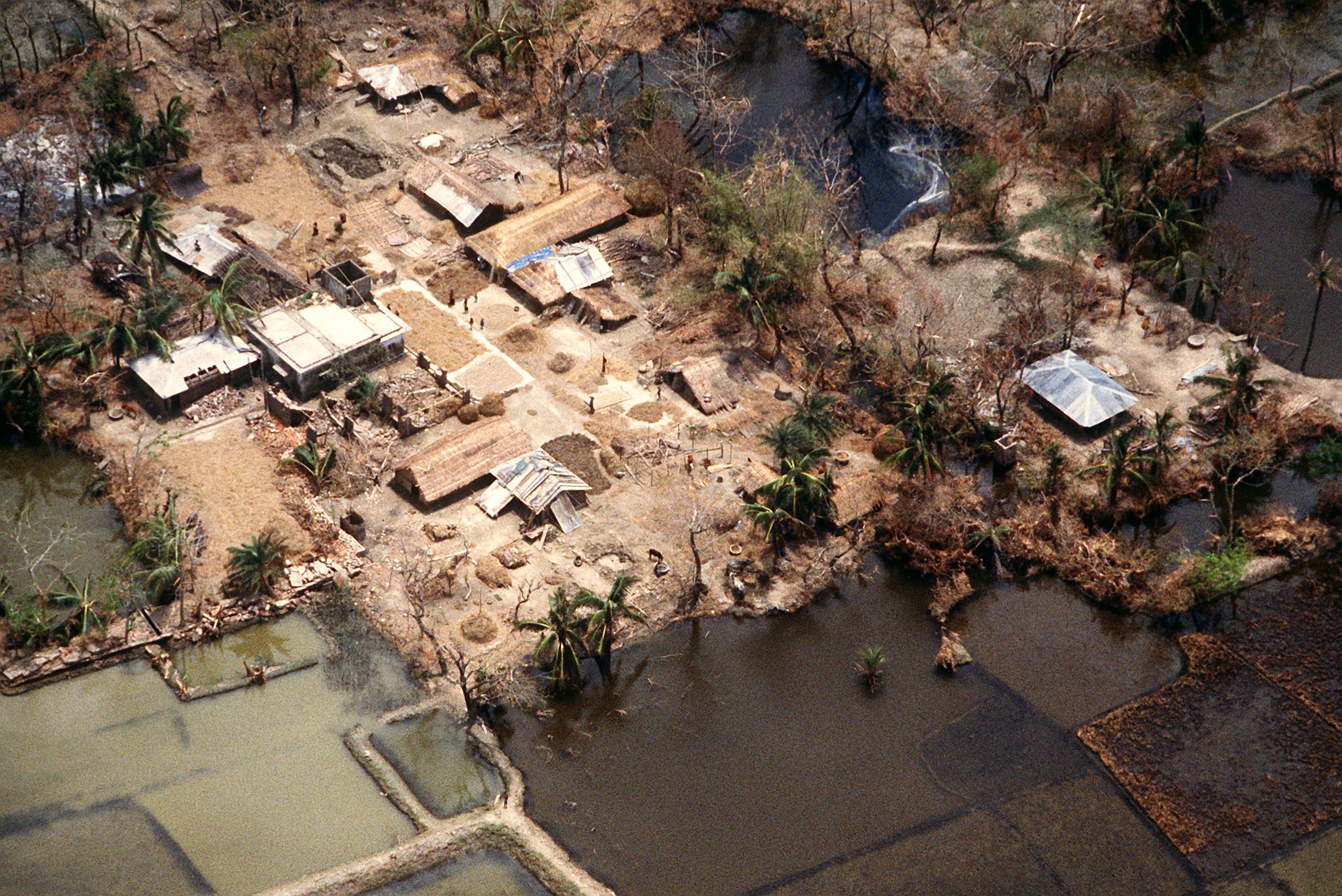
Översvämmad by efter cyklonen 1991.

Olika länder har lovat att tillhandahålla finansiering för klimatanpassning och -begränsning i utvecklingsländer, som Bangladesh. Överenskommelsen åtog sig upp till 30 miljarder USD i omedelbar kortsiktig finansiering under perioden 2010–2012 från utvecklade länder till utvecklingsländer för att stödja deras åtgärder för att minska klimatförändringarna. Denna finansiering är tillgänglig för utvecklingsländer för att bygga upp sin kapacitet att minska utsläppen och reagera på effekterna av klimatförändringar. Köpenhamnsöverenskommelsen (COP 15) lovade dessutom 100 miljoner USD i offentlig och privat finansiering till 2020, främst till utvecklingsländer.
Bangladesh stöds också av olika internationella organisationer som FN och Världsbanken. Med hjälp av FN:s utvecklingsprogram (UNDP) utvecklade Bangladesh en handlingsplan för översvämningar som initierar en kultur av katastrofhantering och riskminskning. UNDP stödde också Bangladesh för att inrätta Disaster Management Bureau.